# Paul de Launoit
Paul Auguste Cyrille graaf de Launoit (Geraardsbergen, 15 november 1891 - Brussel, 31 juli 1981) was een Belgisch industrieel, financier en mecenas. 

## Loopbaan

### Loopbaan in de financiële wereld
De Launoit werd geboren in een familie van luciferfabrikanten uit Geraardsbergen.
Hij volgde zijn humaniora aan het Athenée Royal de Bruxelles en zijn universitaire studies deed hij in Luik waar hij afstudeerde in 1911 als licentiaat Handels- en Consulaire Wetenschappen. Het jaar daarop trouwde hij met Marie-Louise Naveu, afkomstig uit Luikse industriële kringen. Uit dit huwelijk werden twee kinderen geboren; hij scheidde wettelijk en kerkelijk van zijn vrouw begin jaren dertig. In 1934 trouwde hij met Denise Lamarche met wie hij nog drie kinderen kreeg. 
Via de groep Kreuger verkocht hij in 1929 zijn lucifersfabriek en toen Kreuger in 1931 in Parijs zelfmoord pleegde was hij de eerste die dit vernam. De volgende uren bracht hij op de beurs door om de aandelen nog voor de beste prijs te verhandelen. Daarvoor (eigenlijk sinds 1924) was hij via dezelfde groep al adviseur van koning Alberts persoonlijke bezit geworden en kon hij hem zo behoeden voor zware verliezen na de economische terugval van 1929, iets waarvoor hij beloond werd met een adellijke titel, die van baron. 
In 1930 werd hij beheerder van de banken Dubois en Nagelmackers, en beheerder van Ougrée-Marihaye, op dat ogenblik het grootste metaalbedrijf in België. In 1934 werd hij beheerder van de Bank van Brussel en Cofinindus om drie jaar later reeds voorzitter te worden van de dan ontstane fusieholding Brufina. Vanaf dat ogenblik zou die groep zelfs de Société Générale naar de kroon steken. Zijn verdere loopbaan stond steeds in het teken van alsmaar grotere overnamen en fusies.

### Politiek en kunsten
In de perswereld trachtte hij enkele kranten uit te bouwen tot grotere organen, maar dat lukte hem minder goed. Een uitgebreid netwerk stond hem ten dienst, vooral van rechtse signatuur. Hij zou in 1936 120.000 abonnementen voor Le Pays Réel van Léon Degrelle uit eigen zak hebben gefinancierd, evenals andere groeperingen die een dictatoriale monarchie ondersteunden die in de gratie van Hitler kon vallen. Toch heeft hij een jaar later de campagne van Paul van Zeeland ruimhartig ondersteund, die Degrelle zou verslaan. Die dubbelzinnige houding zou hem blijven typeren. In 1938 nog genodigde in Neurenberg zou hij tijdens de oorlog indirect niet enkel collaborateurs maar ook tegenstanders royaal blijven ondersteunen, waaronder Achille Van Acker die bij hem kon onderduiken. In 1940 had hij Leopold III nog persoonlijk afgeraden om naar Berchtesgaden af te reizen, maar hij bleef de koning door dik en dun steunen. Waarschijnlijk was zijn hechte vriendschap met koningin Elisabeth daar niet vreemd aan. 
Zelf ook muzikaal en groot kunstliefhebber – zijn huis op de Franklin Rooseveltlaan was een waar museum van primitieven en avantgardistische joodse kunstenaars – was hij niet enkel de mecenas van vele Luikse muziekverenigingen, maar vooral de grootste financier van wat eerst nog het concours Eugène Ysaÿe was en later (1951) herdoopt werd tot de Muziekwedstrijd Koningin Elisabeth. De muziekkapel Koningin Elisabeth werd in 1939 gebouwd in opdracht van Paul de Launoit naar de plannen van architect Yvan Renchon op een deel van een bezit van de baron op het domein van Argenteuil. De laureaten van de Koningin Elisabethwedstrijd bereiden zich hier sindsdien in afzondering voor op de finaleweek.
In 1954 schonk hij zijn collectie van een volledige reeks eerste drukken van Voltaire en heel wat brieven dienaangaande aan de Albertina, waar ze nog steeds met zorg bewaard worden in aan apart zaaltje.
Hij werd voorzitter van vele humanitaire verenigingen, onder meer het Geneeskundig Fonds Koningin Elisabeth en het Fonds Koning Boudewijn. Hij was tevens beheerder van de Koninklijke Schenking. Het aantal verenigingen van welke hij stichtend of ondersteunend lid was is zeer groot, en ook zijn geboortestad Geraardsbergen werd niet vergeten.
Als "erkenning voor zijn grote verdienste ten aanzien van de dynastie en van het land" verleende koning Boudewijn hem op 15 oktober 1951 de titel van graaf, overdraagbaar bij eerstgeboorte. Hij werd zo de grondlegger van de adellijke familie De Launoit. Zijn nakomelingen blijven zich inzetten voor de Koningin Elisabeth-wedstrijd, waar de derde prijs, te zijner ere, de naam Prijs Graaf de Launoit heeft gekregen.

## Namen
- 15 november 1891 - 22 februari 1927: Paul Auguste Cyrille De Launoit
- 22 februari 1927 - 8 oktober 1929: Paul Auguste Cyrille de Launoit
- 8 oktober 1929 - 15 oktober 1951: Paul Auguste Cyrille baron de Launoit
- 15 oktober 1951 - †: Paul Auguste Cyrille graaf de Launoit